# Heuwiese
Die Heuwiese ist eine unbewohnte deutsche Ostseeinsel und liegt etwa jeweils zwei Kilometer südlich von Ummanz bzw. westlich von Rügen. Sie gehört zur Gemeinde Ummanz, der nächstgelegene Ort ist Freesenort.
Sie hat eine maximale Ausdehnung von 900 Metern (in Nordwest-Südost-Richtung) und ist etwa 14 Hektar groß. Die etwas über 1 Meter hohe Vogelschutzinsel liegt im Nationalpark Vorpommersche Boddenlandschaft.
Die Insel ist ein typisches Salzgrasland der vorpommerschen Boddenküste und entstand aus trockenfallenden Anlandungsgebieten (Windwatte). Die entstandenen Flächen liegen nur wenige Zentimeter über NN und werden unregelmäßig überflutet.
Den Namen hat die Insel durch ihre ursprüngliche Nutzung als Viehweide. Seit Mitte des 19. Jahrhunderts ist sie auch als Seevogelkolonie bekannt und wurde 1939 offiziell als Brutstätte für Küstenvögel unter Schutz gestellt. Im Jahr 2007 brüteten etwa 15 verschiedene Arten (u. a. vier Möwen- und mehrere Entenarten) auf der Heuwiese.
Eine Besonderheit stellen die auf der Insel brütenden Kormorane dar, die als Baumbrüter auf der Insel hohe Nester auf dem Boden bauen.

## Nachweise
1. ↑  www.nationalpark-vorpommersche-boddenlandschaft.de